# Unni Lehn
Unni Lehn, född den 7 juni 1977 i Melhus, Norge, är en norsk fotbollsspelare. Vid fotbollsturneringen under OS 2000 i Sydney deltog hon i det norska lag som tog guld.